# Prefekt (administracja)
Prefekt – współcześnie w niektórych państwach urzędnik administracyjny (np. we Włoszech kierownik prowincji, we Francji – administracji departamentu lub regionu), a także naczelnik policji miejskiej.